# 道德的动物
《道德的动物：我们为什么如此》（英語：The Moral Animal：Evolutionary Psychology and Everyday Life）是美国记者和作家罗伯特·赖特的著作，主题为演化生物学与日常生活的关系，1994年由Vintage Books出版社出版